# 王村镇 (涞水县)
王村镇，是中华人民共和国河北省保定市涞水县下辖的一个乡镇级行政单位。原王村乡于2017年初撤乡设镇。

## 行政区划
王村镇下辖以下地区：
王村、张翠台村、北辛庄村、祖各庄村、下庄村、吴各庄村、赵各庄村、东王庄村、代家庄村、东十里铺村、孔村、辛庄头村、同心街村、沈家台村和杨家台村。